# Anne of Green Gables (film fra 1919)
Anne of Green Gables er en amerikansk stumfilm fra 1919 af William Desmond Taylor.

## Medvirkende
- Mary Miles Minter - Anne
- Paul Kelly - Gilbert Blythe
- Marcia Harris - Marilla Cuthbert
- Frederick Burton - Matthew Cuthbert
- Carolyn Lee - Barry